# Амфипростилос
Амфипростилос (грчки: амфи — са двије стране и простилос — који има стубове на фасади). Храм простилос са двије стране тј. који има колонаде на двијема главним фасадама. 